# Pelswick
Pelswick ist eine Zeichentricksendung, die von Nelvana für CBC Television und Nickelodeon gezeichnet wurde. Die Sendung handelt von einem 13-jährigen Jungen, der in einem Rollstuhl sitzt. Sie basiert auf Büchern, die von John Callahan geschrieben wurden.

## Synchronisation
| Rolle                  | Synchronsprecher   | Deutscher Sprecher   |
| ---------------------- | ------------------ | -------------------- |
| Pelswick               | Robert Tinkler     | Liam Imhoff          |
| Ace                    | Phil Guerrero      | Nick Steinhauer      |
| Goon                   | Peter Oldring      | Andrzej Birnbaum     |
| Julie                  | Julie Lemieux      | Marleen Katzmann     |
| Boyd                   | Chuck Campbell     | Dominic Rein         |
| Quentin                | Tony Rosato        | Samuel Peters        |
| Kate                   | Tracey Moore       | Karoline Wenzel      |
| Gram Gram              | Ellen Ray Hennessy | Fabienne Kruckenberg |
| Mr. Jimmy              | David Arquette     | Vinzenz Klempner     |
| Sandra                 | Kim Kuhteubl       | Felicita Hartknoch   |
| Vice-Principal Zeigler | David Huband       | Janik Freundenstein  |